# Lungenbiopsie
Die Lungenbiopsie zählt zu den diagnostischen Verfahren der Medizin. Sie hat vor allem im Bereich der Lungenheilkunde zur Gewinnung von Lungengewebe einen großen Stellenwert.
Das mittels Lungenbiopsie gewonnene Gewebe kann einer Vielzahl an weiteren Untersuchungen unterzogen werden, beispielsweise histologischen, zytologischen, immunologischen oder genetischen Tests.

## Indikation
Die Lungenbiopsie gehört zu den invasiven Verfahren der Diagnostik. Sie kommt daher nur äußerst selten als erstes diagnostisches Verfahren zum Einsatz.
Prinzipiell sollte jede Erkrankung des Lungengewebes, die sich durch klinische Symptome bemerkbar macht und mittels radiologischen Verfahren nachweisbar ist, mittels einer Lungenbiopsie weiter klassifiziert werden müssen.
Erkrankungen des Lungengewebes umfassen dabei Veränderungen im Bereich der Lungengefäße, des Lungengewebes – dem Parenchym – selbst oder der Pleura.

## Techniken
Es gibt mehrere Möglichkeiten Lungengewebe zu biopsieren:
- im Rahmen einer Bronchoskopie
- im Rahmen einer Thorakoskopie
- im Rahmen einer Thorakotomie (offene Lungenbiopsie)
- mittels einer transthorakalen Feinnadelbiopsie

Biopsien im Inneren eines Lungenlappens sind im Rahmen einer Bronchoskopie entnehmbar:
Nach Einführung des Bronchoskops über den Rachen und den Hals in den zu untersuchenden Lungenflügel wird das zu biopsierende Areal aufgesucht. Mittels einer Biopsiezange wird ein Stück des Lungengewebes gefasst, herausgetrennt und durch das Bronchoskop herausgezogen. Als Komplikation kann eine Blutung des biopsierten Lungengewebes auftreten.
Dieses Verfahren hat von den oben genannten die geringste Invasivität, da keine Körperhöhlen eröffnet werden. Es kann auch bei gesundheitlich schwer angeschlagenen Patienten verwendet werden.
Biopsien mittels Thorakoskopie müssen im Operationssaal unter sterilen Bedingungen durchgeführt werden. In Lokalanästhesie wird durch einen kleinen Schnitt ein Thorakoskop in die Brusthöhle eingeführt und mit einer Biopsiezange Lungengewebe entnommen. Mit diesem Verfahren kann im Gegensatz zur bronchoskopisch durchgeführten Lungenbiopsie, nur peripheres, an der Lungenoberfläche gelegenes Gewebe entnommen werden. Neben einer möglichen Blutung im Bereich des Biopsieareals kann ein Pneumothorax oder eine Infektion des Gewebes als Komplikation auftreten.
Wird die Brusthöhle geöffnet, spricht man von einer Thorakotomie. Hier ist, wie bei der Biopsie mittels Thorakoskopie, die Entnahme von peripherem Lungengewebe möglich. Die Komplikationen entsprechen denen der thorakoskopischen Biopsie.
Bei der Feinnadelbiopsie wird mit Hilfe von Ultraschall oder CT das zu biopsierende Areal lokalisiert. Durch die Brustwand wird eine Hohlkammernadel, CT oder Ultraschall navigiert, in das Areal eingestochen und Gewebe über die Nadel angesaugt.